# Балка Круто Степова
Балка Круто Степова — балка (річка) в Україні у Добровеличківському районі Кіровоградської області. Права притока річки Сухого Ташлика (басейн Південного Бугу).

## Опис
Довжина балки приблизно 3,48 км, найкоротша відстань між витоком і гирлом — 3,32  км, коефіцієнт звивистості річки — 1,05 . Формується декількома струмками та загатами.

## Розташування
Бере початок на південних схилах безіменної гори (217,9 м). Тече переважно через село Дружелюбівку і впадає у річку Сухий Ташлик, ліву притоку річки Синюхи.

## Цікаві факти
- У XX столітті на балці існували молочно-тваринна ферма (МТФ), газгольдер та декілька газових свердловин[2].